# Зелено-ліва коаліція
Зелено-ліва коаліція (хорв. Zeleno-lijeva koalicija) — лівий, лівоцентристський та ліво-зелений політичний блок у Хорватії, нині представлений шістьма депутатами у парламенті.
Станом на червень 2021, складається з партій «Можемо! — політична платформа», «Нові ліві», Сталий розвиток Хорватії, а також деяких місцевих загребських партій та платформ, як-от «Загреб — НАШ!» і рух «За місто».

## Історія
Коаліція утворилася 2017 року під назвою «Лівий блок» (хорв. Lijevi blok) для участі у місцевих виборах у Загребі, на яких отримала 4 з 51 місця в Загребській міській раді, позиціонуючи себе як найбільш запеклу опозицію міському голові Мілану Бандичу та його місцевій коаліції більшості з правими політичними силами.
Члени цього політичного блоку продовжили співпрацю і на виборах до Європарламенту 2019 та на подальших парламентських виборах 2020 року, перед якими коаліція змінила свою назву на поточну. На виборах до хорватського парламенту коаліція від самого початку кампанії почала згідно з опитуваннями підніматися в рейтингу та щоденно потрапляла в поле зору ЗМІ. У червні 2020 року до політичної платформи «Можемо!» приєднався незалежний депутат Боян Главашевич, увійшовши до коаліційного виборчого списку кандидатів у парламентарі.
Фронтмен одного з найпопулярніших рок-гуртів у країні «Hladno pivo», що грає панк-рок, Міле Кекін та його дружина Івана (клінічний психолог) теж були включені до партійного списку як соціалісти, стурбовані відсутністю соціальної політики у системній лівоцентристській СДП. Кекін також склав пісню, яка використовувалася в рекламних акціях коаліції під назвою «Щасливі люди». Визначний театральний режисер і актор Маріо Ковач очолив її виборчий список для діаспори. Участь коаліції у виборах також підтримала низка громадських діячів, у тому числі музиканти Дамір Урбан, Ліляна Ніколовська і Давор Толя, журналісти Ведрана Рудан, Томислав Якич і Віктор Іванчич, мультимедіа-художник Славен Толь та боснійський художник-концептуаліст і лівий активіст Дамір Никшич. На додачу до цього в останні тижні перед виборами деякі відомі діячі, як-от акторка та активістка Джейн Фонда, або й звичайні громадяни записали відео на підтримку коаліції. Її підтримали Демократичні соціалісти Америки, Партія європейських лівих, GUE/NGL та Європейські зелені, а також політичні організації сусідніх країн, такі як Ліві зі Словенії, Об'єднана дія задля реформ із Чорногорії, Соціал-демократичний союз і «Не топимо Белград» із Сербії. Коаліція стала п'ятою на виборах, набравши близько 7% голосів, і здобувши 7 депутатських місць у 151-місному хорватському парламенті. Коаліціянти відсвяткували свій успіх у Музеї сучасного мистецтва в Загребі. У грудні 2020 року Томислав Томашевич оголосив, що Робітничий фронт більше не член коаліції через конфлікт з іншими партіями.

## Склад
| Партія-член | Партія-член   | Головна ідеологія                            | Позиція                        | Хорватський парламент | Європейський парламент | Загребська міська рада |
| ----------- | ------------- | -------------------------------------------- | ------------------------------ | --------------------- | ---------------------- | ---------------------- |
|             | Можемо!       | соціальний прогресивізм зелений муніципалізм | ліва                           | 5 / 151               | 0 / 12                 | 23 / 51                |
|             | Нові ліві     | соціал-демократія демократичний соціалізм    | від лівоцентристської до лівої | 1 / 151               | 0 / 12                 | 1 / 51                 |
|             | Загреб — НАШ! | зелений муніципалізм екосоціалізм            | ліва                           | 0 / 151               | 0 / 12                 | 1 / 51                 |
|             | За місто      | муніципалізм прогресивізм                    | лівоцентристська               | 0 / 151               | 0 / 12                 | 1 / 51                 |
|             | ОРаХ          | зелена політика соціальний прогресивізм      | від лівоцентристської до лівої | 0 / 151               | 0 / 12                 | 0 / 51                 |

### Колишні члени
| Назва партії | Назва партії     | Скорочення | Головна ідеологія                               | Політична позиція           | Керівник               | Член      |
| ------------ | ---------------- | ---------- | ----------------------------------------------- | --------------------------- | ---------------------- | --------- |
|              | Робітничий фронт | RF         | демократичний соціалізм соціальний прогресивізм | від лівої до крайньої лівої | колективне керівництво | 2017–2020 |